# Eucryptogona secularis
Eucryptogona secularis är en fjärilsart som beskrevs av Edward Meyrick 1918. Eucryptogona secularis ingår i släktet Eucryptogona och familjen Eriocottidae. Inga underarter finns listade i Catalogue of Life.